# Grande Prêmio do Canadá de 2004
Resultados do Grande Prêmio do Canadá de Fórmula 1 realizado em Montreal em 13 de junho de 2004. Oitava etapa da temporada, foi vencido pelo alemão Michael Schumacher, que subiu ao pódio junto a Rubens Barrichello numa dobradinha da Ferrari e com Jenson Button em terceiro pela BAR-Honda.

## Resumo
- Gianmaria Bruni e Takuma Sato largaram do pit lane.
- Timo Glock substituiu Giorgio Pantano nessa corrida, devido a circunstâncias pessoais de Pantano.
- Williams e Toyota foram desclassificadas por irregularidades no dutos de refrigeração dos freios.[2]
- A equipe Jordan foi a maior beneficiada das desqualificações, com Nick Heidfeld e Timo Glock marcando pontos.
- Timo Glock pontuou em sua estreia na Fórmula 1.[3]
- Últimos pontos da Ford na Fórmula 1.

## Classificação da prova

### Treino classificatório
| Pos.   | Nº | Piloto               | Equipe           | Tempo     | Diferença |
| ------ | -- | -------------------- | ---------------- | --------- | --------- |
| 1      | 4  | Ralf Schumacher      | Williams-BMW     | 1:12.275  | —         |
| 2      | 9  | Jenson Button        | BAR-Honda        | 1:12.341  | + 0.066   |
| 3      | 7  | Jarno Trulli         | Renault          | 1:13.023  | + 0.748   |
| 4      | 3  | Juan Pablo Montoya   | Williams-BMW     | 1:13.072  | + 0.797   |
| 5      | 8  | Fernando Alonso      | Renault          | 1:13.308  | + 1.033   |
| 6      | 1  | Michael Schumacher   | Ferrari          | 1:13.355  | + 1.080   |
| 7      | 2  | Rubens Barrichello   | Ferrari          | 1:13.562  | + 1.287   |
| 8      | 6  | Kimi Räikkönen       | McLaren-Mercedes | 1:13.595  | + 1.320   |
| 9      | 5  | David Couthard       | McLaren-Mercedes | 1:13.681  | + 1.406   |
| 10     | 15 | Christian Klien      | Jaguar-Cosworth  | 1:14.532  | + 2.257   |
| 11     | 11 | Giancarlo Fisichella | Sauber-Petronas  | 1:14.674  | + 2.399   |
| 12     | 16 | Cristiano da Matta   | Toyota           | 1:14.851  | + 2.576   |
| 13     | 17 | Olivier Panis        | Toyota           | 1:14.891  | + 2.616   |
| 14     | 14 | Mark Webber          | Jaguar-Cosworth  | 1:15.148  | + 2.873   |
| 15     | 18 | Nick Heidfeld        | Jordan-Ford      | 1:15.321  | + 3.046   |
| 16     | 19 | Timo Glock           | Jordan-Ford      | 1:16.323  | + 4.048   |
| 17     | 10 | Takuma Sato          | BAR-Honda        | 1:17.004  | + 4.729   |
| 18     | 21 | Zsolt Baumgartner    | Minardi-Cosworth | 1:17.064  | + 4.789   |
| 19     | 12 | Felipe Massa         | Sauber-Petronas  | sem tempo |           |
| 20     | 20 | Gianmaria Bruni      | Minardi-Cosworth | sem tempo |           |
| Fonte: |    |                      |                  |           |           |

### Corrida
| Pos.   | Nº | Piloto               | Equipe           | Voltas | Tempo/Diferença | Grid | Pontos     |
| ------ | -- | -------------------- | ---------------- | ------ | --------------- | ---- | ---------- |
| 1      | 1  | Michael Schumacher   | Ferrari          | 70     | 1:28:24.803     | 6    | 10         |
| DSQ    | 4  | Ralf Schumacher      | Williams-BMW     | 70     | + 1.062         | 1    | [ nota 2 ] |
| 2      | 2  | Rubens Barrichello   | Ferrari          | 70     | + 5.108         | 7    | 8          |
| 3      | 9  | Jenson Button        | BAR-Honda        | 70     | +20.409         | 2    | 6          |
| DSQ    | 3  | Juan Pablo Montoya   | Williams-BMW     | 70     | + 21.200        | 4    | [ nota 2 ] |
| 4      | 11 | Giancarlo Fisichella | Sauber-Petronas  | 69     | + 1 volta       | 11   | 5          |
| 5      | 6  | Kimi Räikkönen       | McLaren-Mercedes | 69     | + 1 volta       | 8    | 4          |
| DSQ    | 16 | Cristiano da Matta   | Toyota           | 69     | + 1 volta       | 12   | [ nota 3 ] |
| 6      | 5  | David Coulthard      | McLaren-Mercedes | 69     | + 1 volta       | 9    | 3          |
| DSQ    | 17 | Olivier Panis        | Toyota           | 69     | + 1 volta       | 13   | [ nota 3 ] |
| 7      | 19 | Timo Glock           | Jordan-Ford      | 68     | + 2 voltas      | 16   | 2          |
| 8      | 18 | Nick Heidfeld        | Jordan-Ford      | 68     | + 2 voltas      | 15   | 1          |
| 9      | 15 | Christian Klien      | Jaguar-Cosworth  | 67     | + 3 voltas      | 10   |            |
| 10     | 21 | Zsolt Baumgartner    | Minardi-Cosworth | 66     | + 4 voltas      | 18   |            |
| Ret    | 12 | Felipe Massa         | Sauber-Petronas  | 62     | Acidente        | 17   |            |
| Ret    | 10 | Takuma Sato          | BAR-Honda        | 48     | Motor           | 20   |            |
| Ret    | 8  | Fernando Alonso      | Renault          | 44     | Driveshaft      | 5    |            |
| Ret    | 20 | Gianmaria Bruni      | Minardi-Cosworth | 30     | Câmbio          | 19   |            |
| Ret    | 14 | Mark Webber          | Jaguar-Cosworth  | 6      | Suspensão       | 14   |            |
| Ret    | 7  | Jarno Trulli         | Renault          | 0      | Transmissão     | 3    |            |
| Fonte: |    |                      |                  |        |                 |      |            |

## Tabela do campeonato após a corrida
| Pos.   | Piloto             | Pontos |
| ------ | ------------------ | ------ |
| 1      | Michael Schumacher | 70     |
| 2      | Rubens Barrichello | 54     |
| 3      | Jenson Button      | 44     |
| 4      | Jarno Trulli       | 36     |
| 5      | Fernando Alonso    | 25     |
| Fonte: |                    |        |

| Pos.   | Construtor      | Pontos |
| ------ | --------------- | ------ |
| 1      | Ferrari         | 124    |
| 2      | Renault         | 61     |
| 3      | BAR-Honda       | 52     |
| 4      | Williams-BMW    | 36     |
| 5      | Sauber-Petronas | 15     |
| Fonte: |                 |        |

- Nota: Somente as primeiras cinco posições estão listadas.